# 2005年イギリス地方統一選挙
2005年イギリス地方統一選挙は、イギリスにおける地方自治体の議会議員と首長を選出するため行われた選挙で、2005年総選挙の投票日と同じ2005年5月5日に投票が行われた。なおイギリスにおける地方議会議員の任期は4年と定められているが、選挙サイクルが地方自治体によって異なっているため、選挙規模は年毎に異なっている。

## 基礎データ
- 選挙権：18歳以上のイギリス国籍を持つ男女と英連邦市民。アイルランド共和国市民で一定の欠格要件に該当せず、居住する自治体に選挙人登録した人。
- 被選挙権：21歳以上のイギリス国籍を持つ男女と英連邦市民。アイルランド共和国市民及びヨーロッパ連合市民で一定要件（選挙前に12ヶ月間連続して居住など）を満たした人。
- 投票日：2005年5月5日。1972年地方自治法（Local Government Act 1972）に基づく。
- 選挙実施地域
  - 34カウンティ（日本における県に相当）の地方議会議員。
  - 3ユニティ（県と市の機能を併せ持った自治体）の地方議会議員。
  - 首長直接公選制を採用する11自治体中4自治体の市長選挙

## 選挙結果
選挙の結果、保守党が議席を伸ばしカウンティにおける政権地域がこれまでの17から23箇所に増えた。一方、労働党はノーザンプトンシャーで政権を失った結果、政権地域を7から6箇所に減らした。これまで政権担当地域がなかった自由民主党は、コンウォールなど南西部3地域で政権を握ることができた。4市長選では3市で労働党候補が当選、残る1市では無所属候補が当選した。
|                  | 単独政権議会数 | 単独政権議会数 | 単独政権議会数 | 議席数増減 | 議席数増減 | 議席数増減 |
| 改選前           | 増減           | 改選後         | 改選前         | 増減       | 改選後     |            |
| ---------------- | -------------- | -------------- | -------------- | ---------- | ---------- | ---------- |
| 保守党           | 17             | +7             | 24             | 1,041      | +152       | 1,193      |
| 労働党           | 8              | -2             | 6              | 726        | -114       | 612        |
| 自由民主党       | 0              | +3             | 3              | 453        | +40        | 493        |
| その他           | 0              | 0              | 0              | 120        | -26        | 94         |
| 単独政権地域なし | 12             | -8             | 4              | －         | －         | －         |
| 合計             | 37             | 0              | 37             | 2,340      | 52         | 2,392      |

出典：表「34カウンティ・3ユニタリー議員選挙結果」、『2005年英国議会下院・統一地方選挙』16頁　
| 地域名                                     | 党派   | 現・新 | 当選者名                 | 投票率  |
| ------------------------------------------ | ------ | ------ | ------------------------ | ------- |
| ハートルプール（Hartlepool）               | 無所属 | 現職   | ステュワート・ドラモンド | 53.88％ |
| ストーク・オン・トレント（Stoke-on-Trent） | 労働党 | 新人   | マーク・メレディス       | 51.00％ |
| ノース・タインサイド（North Tyneside）     | 労働党 | 新人   | ジョン・ハリソン         | 61.38％ |
| ドンカスター（Doncaster）                  | 労働党 | 現職   | マーティン・ウインター   | 45.73％ |

出典：表「4市長選挙結果」、前掲書18頁